# Wadim Sacharowitsch Rogowin
Wadim Sacharowitsch Rogowin (russisch Вадим Захарович Роговин; * 10. Mai 1937 in Moskau; † 18. September 1998 ebenda), ein Sohn von Sachar Alexandrowitsch Rogowin, war Professor am Soziologischen Institut der Russischen Akademie der Wissenschaften in Moskau und Autor zahlreicher historischer und soziologischer Arbeiten. Er starb 1998 an Krebs und hinterließ seine Frau Galina Iwanowna sowie zwei Töchter aus erster Ehe. In seinen Veröffentlichungen nach 1989 beschäftigte er sich mit der Linken Opposition in der Sowjetunion, mit dem Wirken Leo Trotzkis und den Großen Säuberungen von 1937.

## Werke
- Gab es eine Alternative zum Stalinismus? (1996), ISBN 3-88634-068-6 (Leseprobe)
- 1937: Jahr des Terrors (1998), ISBN 3-88634-071-6 (Leseprobe)
- Die Partei der Hingerichteten (1999), ISBN 3-88634-072-4 (Leseprobe)
- Vor dem großen Terror (2000), ISBN 3-88634-074-0 (Leseprobe)
- Weltrevolution und Weltkrieg (2002), ISBN 3-88634-082-1 (Leseprobe)
- Stalins Kriegskommunismus (2006), ISBN 3-88634-081-3 (Leseprobe)
- Trotzkismus (2010), ISBN 3-88634-080-5 (Leseprobe)
- Gab es eine Alternative? Gesamtausgabe in sechs Bänden (2010), ISBN 978-3-88634-099-6